# 鈴木朝英
鈴木 朝英（すずき ともひで、1909年（明治42年）4月23日 - 2000年（平成12年）9月11日）は、日本の教育学者。北海道大学名誉教授、元市立名寄短期大学学長。埼玉県熊谷市出身。
1933年（昭和8年）東京帝国大学文学部卒業。同文学部助手。東京府豊島師範学校（現東京学芸大学）助教授。同教授を経て、1948年北海道大学教育学部助教授、1950年同教育学部教授。1973年（昭和48年）北海道大学停年退官。同名誉教授。市立名寄短期大学学長に就任。1977年（昭和52年）市立名寄短期大学退官。札幌商科大学人文学部人間科学科招聘教授（～1983年（昭和58年））

## 受賞歴
勲二等瑞宝章（1981年）

## 著書
- 『インドの回教徒』（善隣協會, 1942年）
- 『比較教育(国土社教育全書：8)』（国土社, 1958年）
- 『講座民主教育の理論 上下巻』（共編, 明治図書出版, 1967年）
- 鈴木朝英教授退官記念出版編集委員会編『鈴木朝英教育論集』（明治図書出版, 1974年）

## 駐
1. ↑  以上につき『北海道人物・人材情報リスト2004 か－と』（日外アソシエーツ編集・発行、2003年）参照
2. ↑  コトバンク

| スタブアイコン | サブスタブ | この項目は、まだ閲覧者の調べものの参照としては役立たない、人物に関連した書きかけの項目です。この項目を加筆・訂正などしてくださる協力者を求めています（P:人物伝/PJ:人物伝）。 |